# Vojtěch Zapletal
Vojtěch Zapletal (8. června 1877 Černotín – 26. září 1957 Černotín) byl český římskokatolický kněz, katecheta a hudební skladatel.

## Život
Pocházel z rodiny učitele, který založil v Černotíně Cyrilskou jednotu, takže měl již od dětství vřelý vztah k hudbě a obzvláště k varhanám (jako desetiletý často zastupoval svého otce ve hře na varhany při mších). Vystudoval gymnázium ve Valašském Meziříčí, kde maturoval s vyznamenáním v roce 1896, a olomouckou teologickou fakultu. Po kněžském svěcení, které přijal 5. července 1900, působil jako kaplan nejprve krátce v Janové a poté v Hrozové (od roku 1900), v Libině (od roku 1901) a nakonec Litovli (od roku 1904). Tam se posléze stal katechetou na dívčích měšťanských školách.
V roce 1908 byl přeložen do Kroměříže, kde plně uplatnil své schopnosti v oblasti hudby. V Kroměříži založil a vedl tamní Jednotu cyrilskou. Společně s D. Orlem založil arcidiecézní Jednotu cyrilskou v Olomouci a byl i místopředsedou Obecné jednoty cyrilské v Praze. Na všech svých působištích zakládal a řídil pěvecké sbory a šířil znalost lidových písní.

## Hudební dílo
- Česká mše op. 11 s průvodem varhan (slova M. Kovář, 1919)
- dvě mše pro soprán a alt
- několik mariánských písní a zhudebnění chorálu Pange, lingua
- řada dalších písní a písňových úprav

## Literární dílo
- Nešpory pro lid a klanění se nejsv. svátosti oltářní – odpolední pobožnosti nedělní a sváteční, vlastním nákladem, Kroměříž 1929
- Církev a zpěv chrámový, Exerciční dům, Hlučín 1938
- Zákon Boží – rozbor přikázání božích a církevních pro vyučování náboženství, Valašská tiskárna, Valašské Meziříčí 1941
- Liturgie a církev, Exerciční dům, Hlučín
- články v časopisech Vychovatelské listy, Cyril a Našinec